# Зубатки (род)
Зубатки (лат. Anarhichas) — род лучепёрых рыб, относящийся к семейству зубатковых отряда скорпенообразных. Многие виды являются объектами промысла.

## Внешний вид и строение
Тело удлинённое, размеры относительно крупные. Передние зубы крупные, похожи на собачьи; дробящие зубы расположены в задней части челюстей и на нёбе.

## Распространение
Встречаются в Тихом, Атлантическом и Северном Ледовитом океанах.

## Питание
Зубатки питаются моллюсками, иглокожими, ракообразными и рыбой.

## Виды
- Полосатая зубатка (Anarhichas lupus), обитает в северной части Атлантического океана, Северном, Норвежском, Балтийском, Баренцевом и Белом морях.
- Дальневосточная зубатка (Anarhichas orientalis), обитает в северных морях Тихого океана.
- Пятнистая зубатка (Anarhichas minor), ареал — северная часть Атлантического океана, Баренцево и Норвежское моря.
- Синяя зубатка (Anarhichas denticulatus), ареал совпадает с ареалом пятнистой зубатки.

## Иллюстрации

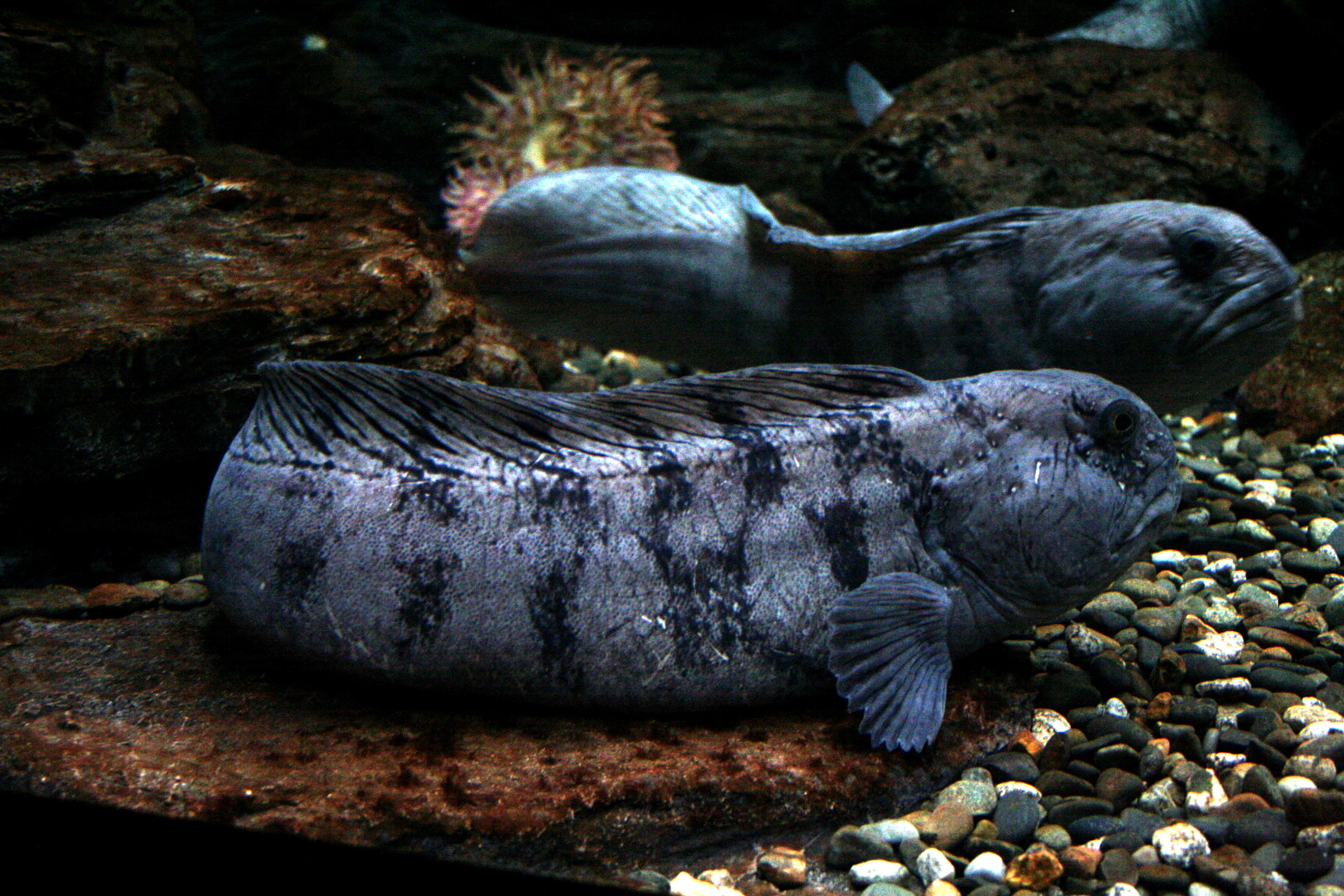
Полосатая зубатка
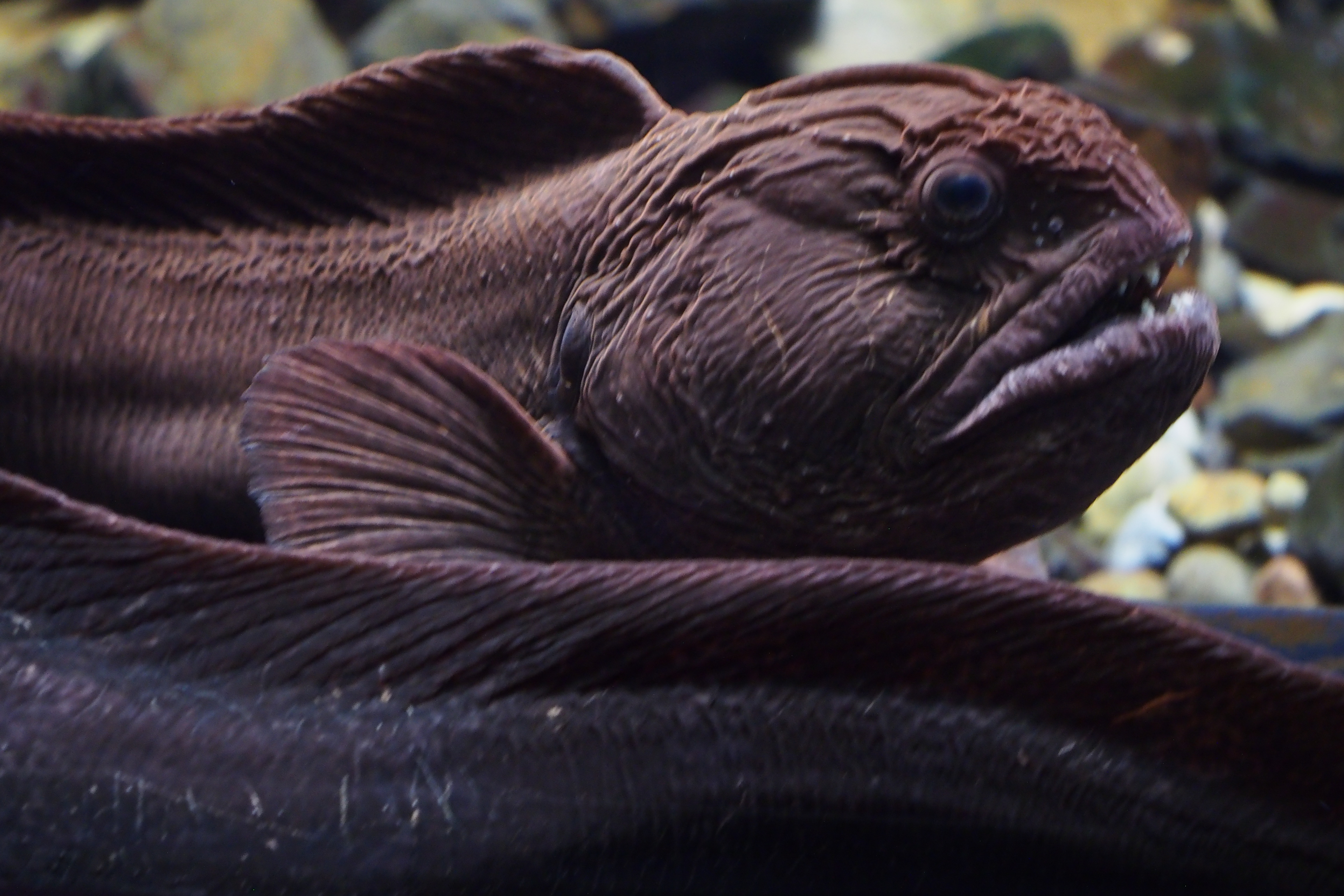
Дальневосточная зубатка
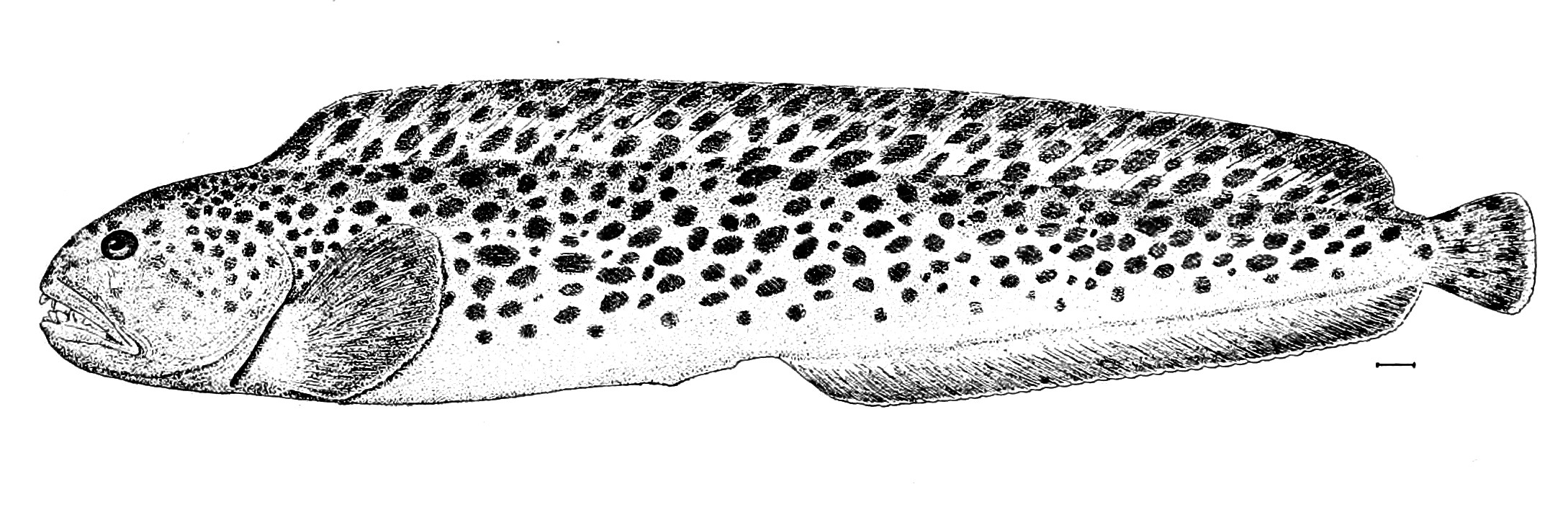
Пятнистая зубатка
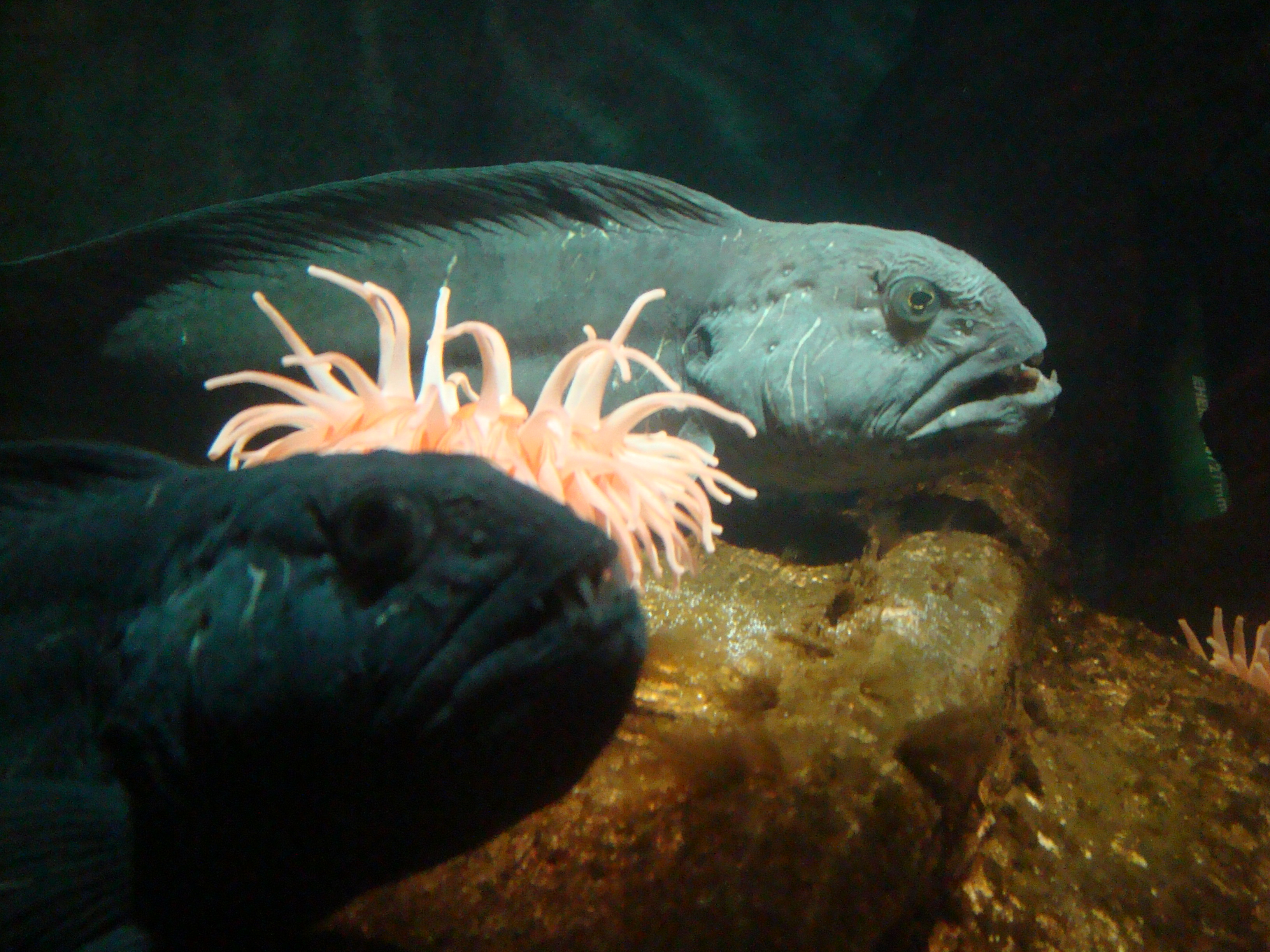
Синяя зубатка